# مارینا شاینووا
مارینا شاینووا (روسی: Марина Владимировна Шаинова؛ زادهٔ ۱۴ مارس ۱۹۸۶) وزنه‌بردار زن اهل روسیه است.
وی در مسابقات کشوری و بین‌المللی در مجموع برندهٔ ۴ مدال طلا، ۱ مدال نقره، ۱ مدال برنز شده‌است.